# Czarnohora

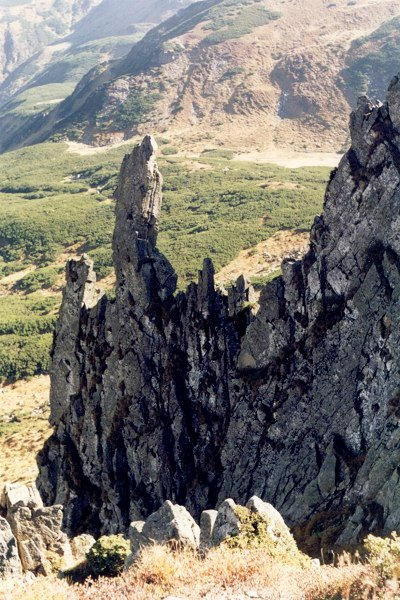
Żebra skalne pod Szpyciami, Czarnohora

Czarnohora (522.25; ukr. Чорногора – Czornohora) – pasmo górskie na terenie zachodniej Ukrainy.
Najwyższa część Beskidów Połonińskich i jednocześnie Zewnętrznych Karpat Wschodnich. Od strony północno-zachodniej sąsiaduje z pasmami Gorganów i Świdowca, od północno-wschodniej z Połoninami Hryniawskimi, zaś od południa z Karpatami Marmaroskimi (na terenie Rumunii).
Góry te są zbudowane ze skał fliszowych, charakterystyczne są długie i łagodne grzbiety. Stoki są pokryte lasami bukowymi, w wyższych partiach iglastymi (świerki, jodły). Powyżej 1850 m n.p.m. roślinność subalpejska, na grzbietach połoniny. Obszar chroniony – wchodzi w skład Karpackiego Parku Narodowego oraz Karpackiego Parku Biosfery.
W tej części Beskidów Wschodnich bierze początek kilka dużych rzek. Te, które spływają ze stoków Świdowca, Czarnohory i z Połonin Hryniawskich, wpadają do Dunaju. Potoki spadające ze zboczy Świdowca zasilają rzekę Cisę, która jest najdłuższym dopływem Dunaju. Spod Howerli wypływa Prut, a nieco dalej na wschód Czarny i Biały Czeremosz łączą się w jedną rzekę, która zasila Prut. Na Bukowinie ma swoje źródła Seret, inny dopływ Dunaju. Woda z Karpat płynie tą drugą co do wielkości rzeką w Europie (dł. 2850 km, pow. dorzecza 817 tys. km²) i wpada do Morza Czarnego.
Innym elementem górskiego krajobrazu są jeziorka. Mają one pochodzenie polodowcowe (Jeziorko Niesamowite, jeziorko Brebeneskuł, stawy w Kotle Gadżyny i inne) albo powstały na skutek osuwania się mas ziemi zagradzających wodzie ujście (jeziorko Szybene, czy Mariczejka).
Ciekawym urozmaiceniem szlaków są liczne źródła mineralne, występujące w dużym zagęszczeniu zwłaszcza w dolinie Czarnego Czeremoszu (słynne uzdrowisko Burkut) i w pobliżu potoku Balcatul na Zakarpaciu. Przed wojną na wielu górskich potokach wybudowano klauzy, czyli jazy lub tamy, które regulowały przepływ wody i tym samym umożliwiały spław drewna do tartaków w dolinie. Do dziś ruiny klauz są charakterystycznym elementem czarnohorskiego krajobrazu. Konstrukcje te przetrwały w bardzo różnym stanie: od wielkich budowli (klauzy Łostuń i Baltagul na Czarnym Czeremoszu, klauza Howerla na potoku o tej samej nazwie) do kilku belek i kamieni.
Bukowy las pierwotny Czarnohory został wpisany na listę światowego dziedzictwa UNESCO w 2007 r., wraz z innymi karpackimi lasami bukowymi na terenie Ukrainy i Słowacji.

## Budowa geologiczna
Rejon Czarnohory zdominowany jest przez kredowo-paleogeńskie skalne serie fliszowe należące do kilku płaszczowin wyróżnianych w tej części Karpat Fliszowych (zewnętrznych). Serie fliszowe powstawały z depozycji materiału przez turbidytowe prądy zawiesinowe w głębokomorskim basenie sedymentacyjnym. Płaszczowiny powstały się w miocenie jako tektoniczne jednostki odkłuwane od swego pierwotnego, krystalicznego i mezopaleozoicznego podłoża. Główną płaszczowną budującą Czarohorę jest płaszczowina czarnohorska, która ze względu na położenie na północ od płaszczowiny dukielskiej oraz występujące tutaj facje (typ skał) dolnej kredy, upodabnia ją najbardziej do jednostki śląskiej. Bywa dlatego nazywana również płaszczowiną śląsko-czarnohorską.

## Najwyższe szczyty
- Howerla – 2061 m n.p.m.
- Brebeneskuł – 2037 m
- Pop Iwan – 2022 m
- Petros – 2020 m
- Gutin Tomnatyk – 2016 m
- Rebra – 2001 m